# 泰国国家情报局
国家情报局，是泰国的情報和安全机构，為泰国总理府的一部分，总部位于曼谷的帕魯斯卡萬宮。